# Пори (Савона)
Пори је насеље у Италији у округу Савона, региону Лигурија.
Према процени из 2011. у насељу је живело 102 становника. Насеље се налази на надморској висини од 291 м.